# Eunice narconi
Eunice narconi är en ringmaskart som beskrevs av Baird 1869. Eunice narconi ingår i släktet Eunice och familjen Eunicidae. Inga underarter finns listade i Catalogue of Life.